# Molin Nòu
Molin Nòu (en francès Moulin-Neuf) és un municipi francès situat al departament de l'Arieja i a la regió d'Occitània.